# Лаура Бромет
Лаура Бромет (нар. 17 січня 1970) — нідерландська політична діячка партії Зелені ліві і член Палати представників з 2018 року.
В Амстердамському університеті Бромет вивчала голландську мову та літературу, а також культурологію. Серед інших вона працювала журналістом, редактором журналу, викладачкою, екологом, режисером документальних фільмів.
Перш ніж стати депутатом у 2018 році, вона була радницею, а згодом і старостою Вотерленду.
Лаура Бромет — дочка програміста Франса Броме. Вона має частково єврейське походження (її дід був євреєм). З 1996 по 2009 рік вона була виконавчим директором у Bromet & dochters.